# Noorderkwartier (Almelo)
Noorderkwartier is een wijk in het noorden van de Nederlandse stad Almelo.

## Buurten
Noorderkwartier bestaat uit de volgende buurten:
- Parkweg en omgeving
- Vriezenveenseweg e.o. Haghoek Oost
- Vriezenveenseweg e.o. Haghoek West

Stad: Almelo      Dorpen: Aadorp · Bornerbroek · Mariaparochie (deels)      Buurtschappen: Tusveld · Bavinkel · Deldenerbroek (deels)

Wijken: Binnenstad · De Riet · Noorderkwartier · Sluitersveld · Wierdensehoek · Nieuwstraat-Kwartier · Ossenkoppelerhoek · Hofkamp · Schelfhorst · Windmolenbroek

Voormalige gemeenten: Ambt Almelo · Stad Almelo

Overijssel · Steden en dorpen in Overijssel      Nederland · Provincies · Gemeenten